# Elektronaffinitás
Az elektronaffinitás, Eea fogalmát különbözőképpen értelmezik. 

A Magyarországon elterjedt definíció a következő:
Az az energia, mely egy mólnyi gázállapotú atom vagy molekula esetén egy elektron felvételéhez szükséges (vagy  felszabadul), hogy egyszeres töltésű negatív iont hozzunk létre:
X + e− → X−
Ezzel szemben áll egy másik, elsősorban angol nyelvterületen használt definíció:
(Ekezdeti − Evégső) energiakülönbség, amikor egy elektron kapcsolódik egy semleges atomhoz vagy molekulához. Ezen definícióban az előjelkonvenció a legtöbb termodinamikai folyamattal ellentétes, mivel az elektronaffinitás akkor pozitív, ha az atom vagy molekula energiafelszabadulás közben anionná alakul, míg a legtöbb termodinamikai folyamat esetében pozitív energiaváltozásról akkor beszélhetünk, ha a rendszer energiát vesz fel (nem pedig lead) a környezetéből.
A továbbiakban az első definíciót tekintjük kiindulási pontnak.
Az elemek elektronaffinitásuk alapján feloszthatók elektropozitív és elektronegatív elemekre:
- Elektropozitívak azon elemek, melyek nem szívesen fordulnak elő anion formájában;
- elektronegatívak pedig azok, melyek szívesen fordulnak elő anion formájában.

Legnegatívabb elektronaffinitással a klór rendelkezik.

## Elektronaffinitás a táblázat elemeire
Az elektronaffinitás adott periódusban általában a növekvő rendszámmal abszolút értékben nő (valójában egyre negatívabbá válik). Egy csoporton belül pedig a csökkenő rendszámmal abszolút értékben nő.
| Csoport  | 1      | 2     | 3      | 4      | 5      | 6      | 7      | 8       | 9       | 10      | 11      | 12    | 13     | 14      | 15      | 16      | 17      | 18    |  |
| Periódus |        |       |        |        |        |        |        |         |         |         |         |       |        |         |         |         |         |       |  |
| 1        | H -73  |       |        |        |        |        |        |         |         |         |         |       |        |         |         |         |         | He 21 |  |
| 2        | Li -60 | Be 19 |        |        |        |        |        |         |         |         |         |       | B -27  | C -122  | N 7     | O -141  | F -328  | Ne 29 |  |
| 3        | Na -53 | Mg 19 |        |        |        |        |        |         |         |         |         |       | Al -43 | Si -134 | P -72   | S -200  | Cl -349 | Ar 35 |  |
| 4        | K -48  | Ca 10 | Sc -18 | Ti -8  | V -51  | Cr -64 | Mn     | Fe -16  | Co -64  | Ni -112 | Cu -118 | Zn 47 | Ga -29 | Ge -116 | As -78  | Se -195 | Br -325 | Kr 39 |  |
| 5        | Rb -47 | Sr    | Y -30  | Zr -41 | Nb -86 | Mo -72 | Tc -53 | Ru -101 | Rh -110 | Pd -54  | Ag -126 | Cd 32 | In -29 | Sn -116 | Sb -103 | Te -190 | I -295  | Xe 41 |  |
| 6        | Cs -45 | Ba    | Lu     | Hf     | Ta -31 | W -79  | Re -14 | Os -106 | Ir -151 | Pt -205 | Au -223 | Hg 61 | Tl -20 | Pb -35  | Bi -91  | Po -183 | At -270 | Rn 41 |  |
| 7        | Fr -44 | Ra    | Lr     | Rf     | Db     | Sg     | Bh     | Hs      | Mt      | Ds      | Rg      | Cn    | Nh     | Fl      | Mc      | Lv      | Ts      | Og    |  |
|          |        |       |        |        |        |        |        |         |         |         |         |       |        |         |         |         |         |       |  |

## Lásd még
- Ionizációs energia
- Elektronegativitás